# Jezioro Lisowskie (Warszawa)
Jezioro Lisowskie – starorzecze w Warszawie, w dzielnicy Wilanów, o powierzchni ponad 6 ha.

## Położenie i charakterystyka
Jezioro leży po lewej stronie Wisły, w Warszawie, w dzielnicy Wilanów, w rejonie osiedli Powsin i Lisy niedaleko ulic: Rosochatej i Zastruże. Jezioro ma połączenie z Jeziorem Pod Morgami, w kierunku którego odpływają wody, a także dalej poprzez Rów Powsinkowy z Jeziorem Powsinkowskim. Leży w zlewni rzeki Wilanówki.
Zgodnie z ustaleniami w ramach Programu Ochrony Środowiska dla m. st. Warszawy na lata 2009-2012 z uwzględnieniem perspektywy do 2016 r. jezioro położone jest na terasie nadzalewowym i zasilane jest stale wodami podziemnymi. Odpływ natomiast ma formę cieku. Powierzchnia jeziora wynosi 6,0529 hektara. Długość jeziora wynosi 850 m, a jego maksymalna szerokość to 100 m. Głębokość jeziora to 2–3 m. Jezioro ma wydłużony kształt w kierunku SE-NW. W otoczeniu znajdują się pola uprawne. Brzegi są wyniesione ok. 1,5 do 2 m ponad lustro wody.
Akwen współtworzy 12-kilometrowy ciąg starorzeczy, rozpoczynający się od jezior Bielawskich (Jeziorko Bielawskie Górne i Jeziorko Bielawskie Dolne), przez Jezioro Lisowskie, Jezioro pod Morgami, Jezioro Powsinkowskie do Jeziora Wilanowskiego.
W 2013 roku utworzono na jeziorze dwusłupowy wyciąg z przeszkodami do uprawiania wakeboardingu o długości 160 metrów.

## Przyroda
Zbiornik wodny leży na terenie Warszawskiego Obszaru Chronionego Krajobrazu utworzonego rozporządzeniem Wojewody Warszawskiego z dnia 29 sierpnia 1997 r. w sprawie utworzenia obszaru chronionego krajobrazu na terenie województwa warszawskiego. Rozporządzenie to zmieniono rozporządzeniem Wojewody Mazowieckiego z dnia 3 sierpnia 2000 r. i dodano m.in. zapis, iż w skład obszaru chronionego krajobrazu wejdą tereny otwarte ze zbiornikami wodnymi – jeziorami: Lisowskim i Pod Morgami o łącznej powierzchni: 13,1258 ha.
Zgodnie z badaniem z 2004 roku na terenie zbiornika wodnego i w jego okolicach stwierdzono występowanie następujących gatunków ptaków: perkoz dwuczuby, bączek, podgorzałka, czernica, błotniak stawowy, bocian biały, wodnik, orzełek włochaty, czajka, górniczek, gąsiorek, srokosz i kaczka krzyżówka. Stwierdzono także występowanie rybitwy czarnej, brzęczki i trzciniaka.
Jezioro jest istotne w szerszym kontekście dla mikroklimatu Warszawy. Zbiornik ten należy – wraz z m.in. Jeziorem Powsinkowskim, Jeziorem Wilanowskim, doliną rzeki Wilanówka, Morysinem oraz pobliskimi łąkami, polami, ciekami i zbiornikami wodnymi – do ważnego ciągu przyrodniczego Warszawy, który pełni istotne funkcje hydrologiczne, ma też spore znaczeniu dla klimatu. Ciąg ten nawietrza Warszawę transportowanymi od południa masami czystego powietrza znad Lasu Kabackiego i Lasów Chojnowskich. Jest to tzw. Korytarz Wilanowski.